# Ramón Víctor Castro
Ramón Víctor Castro García (Montevideo, Uruguay, 13 de junio de 1964) es un exfutbolista y exentrenador uruguayo.

## Trayectoria

### Como jugador
Su carrera profesional se divide entre Uruguay, Argentina y Chile. Debutó en Cerro el año 1984, hasta que en 1988 fichó en Montevideo Wanderers, club al que pertenece por 4 años.
Luego tuvo su oportunidad en Deportivo Mandiyú de Corrientes, volvió a Uruguay firmando en Peñarol, volvió a Liverpool de Montevideo. Regresó a Argentina para disputar una temporada en Español de Buenos Aires.
La última etapa de su carrera la jugó en Chile, específicamente en Deportes Antofagasta, Rangers y Cobresal, donde se retiró de las canchas el año 2000.

### Como técnico
En 2002 fue contratado como técnico de Provincial Curicó Unido de cara al torneo de Tercera División 2002. Clasificó a la Segunda Fase Zona Sur, en donde quedó último y sin clasificar a la Liguilla Final en busca del ascenso a Primera B, por lo que fue despedido en septiembre de 2002. Sus registros en la banca de Curicó son de 30 partidos dirigidos, 16 triunfos, 8 empates y 6 derrotas.
En 2006 asume la banca de Rangers. Tras una paupérrima campaña, los rojinegros disputaron la Liguilla de Promoción ante Lota Schwager. La ida fue triunfo 2-1 de Rangers, y la vuelta fue triunfo de Lota por el mismo marcador, por lo que la liguilla se definió a través de lanzamientos penales, los cuales fueron ganados por Lota, ascendiendo a Primera División y enviando al cuadro de Toti a la Primera B.

## Selección nacional
Participó de la Selección Uruguaya de Fútbol entre los años 1987 a 1991, lo que incluye la disputa de la Copa América 1991, en la cual la celeste quedó eliminada en Primera Fase.
Con la selección jugó un total de 7 partidos y anotó un gol.

### Participaciones en Copa América
| Torneo            | Sede  | Resultado     |
| ----------------- | ----- | ------------- |
| Copa América 1991 | Chile | Primera ronda |

## Clubes

### Como jugador
| Club                 | País      | Año       |
| -------------------- | --------- | --------- |
| Cerro                | Uruguay   | 1984-1987 |
| Montevideo Wanderers | Uruguay   | 1988-1991 |
| Defensor Lima        | Perú      | 1992      |
| Peñarol              | Uruguay   | 1992      |
| Liverpool            | Uruguay   | 1993      |
| Deportivo Español    | Argentina | 1993-1994 |
| Deportes Antofagasta | Chile     | 1995-1997 |
| Rangers              | Chile     | 1998-1999 |
| Cobresal             | Chile     | 2000      |

### Como técnico
| Club         | País  | Año  |
| ------------ | ----- | ---- |
| Curicó Unido | Chile | 2002 |
| Rangers      | Chile | 2006 |